# It's a Laugh Productions

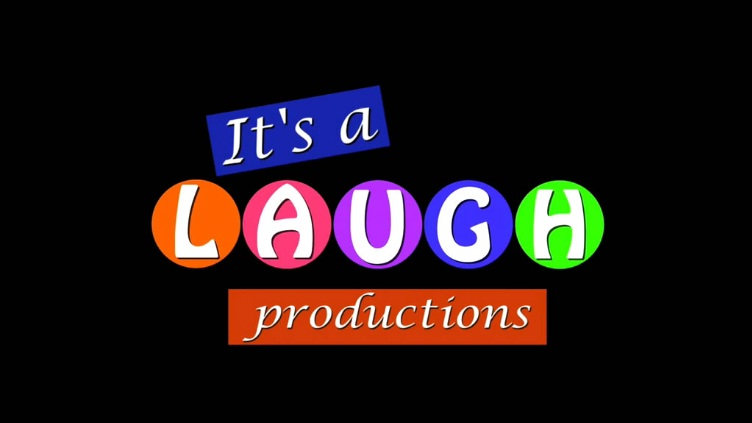
Logo společnosti v letech 2003–2020

It's a Laugh Productions, Inc. je produkční společnost vyrábějící hrané situační komedie, které vysílá Disney Channel a Disney XD. Je dceřinou společností Disney–ABC Television Group.
Všechny seriály jsou natáčeny v Hollywood Center Studios, výjimkou jsou seriály Hannah Montana, Hodně štěstí, Charlie a Austin a Ally, které se natáčejí v Sunset Tribune Studios (dříve Tribune Studios); Sonny ve velkém světě, který byl natáčen v NBC Studios (než se přestěhoval v druhé řadě do Hollywood Center Studios); Královská dvojčata natáčený v Sunset Gower Studios (před přestěhováním do Hollywood Center Studios ve třetí řadě) a Na parket!, který se natáčí Los Angeles Center Studios (stejně jako druhá a třetí řada seriálu Hodně štěstí, Charlie). Nicméně, vždy měly seriály stejné ateliéry. Jonas L.A. byla první hraná situační komedie, která se natáčela na jednu kameru, nikoli na více, jako je to u ostatní Disney seriálů. Také to byl seriál natáčený mimo studia.

## Historie
It's a Laugh Productions byl založen v roce 2004. V roce 2005 byl spuštěn a připraven k nahrazení společnosti Brookwell McNamara Entertainment, producenty seriálů Even Stevens a That's So Raven jako výrobce seriálů pro Disney Channel. První dva seriály produkovány společností It's a Laugh Productions měly více než 60 dílů. It's a Laugh Productions seriály jsou vysílané na Disney Channel jako Disney Channel Original Series a na Disney XD jako Disney XD Original Series. První seriál vyrobený It's a Laugh Productions pro Disney XD byl seriál Jsem v kapele.
K roku 2014 jsou téměř všechny hrané seriály vysílané na Disney Channel produkovány společností It's a Laugh Productions.

## Seriály
V Česku se všechny seriály vysílají na Disney Channel.
| #  | Název                              | USA                | USA                | ČR                 | ČR                 | Počet dílů | Síť            |
| #  | Název                              | Start seriálu      | Konec seriálu      | Start seriálu      | Konec seriálu      | Počet dílů | Síť            |
| -- | ---------------------------------- | ------------------ | ------------------ | ------------------ | ------------------ | ---------- | -------------- |
| 1  | Sladký život Zacka a Codyho        | 18. března 2005    | 1. září 2008       | 2009               | nedovysíláno       | 87         | Disney Channel |
| 2  | Hannah Montana                     | 24. března 2006    | 16. ledna 2008     | 2008               | 23. dubna 2011     | 101        | Disney Channel |
| 3  | Cory in the House                  | 12. ledna 2007     | 12. září 2008      | Nevysíláno         | Nevysíláno         | 34         | Disney Channel |
| 4  | Kouzelníci z Waverly               | 12. října 2007     | 6. ledna 2012      | 2009               | 26. května 2012    | 110        | Disney Channel |
| 5  | Sladký život na moři               | 26. září 2008      | 6. května 2011     | 4. října 2010      | 15. prosince 2013  | 73         | Disney Channel |
| 6  | Sonny ve velkém světě              | 8. února 2009      | 2. ledna 2011      | 5. prosince 2009   | 26. června 2011    | 47         | Disney Channel |
| 7  | Jonas L.A.                         | 2. května 2009     | 3. října 2010      | 2009               | 18. prosince 2010  | 34         | Disney Channel |
| 8  | Jsem v kapele                      | 27. listopadu 2009 | 9. prosince 2011   | 17. července 2010  | 13. října 2012     | 42         | Disney XD      |
| 9  | Hodně štěstí, Charlie              | 4. dubna 2010      | 16. února 2014     | 5. června 2010     | 24. srpna 2014     | 100        | Disney Channel |
| 10 | Královská dvojčata                 | 10. září 2010      | 18. února 2013     | 31. března 2012    | 1. října 2016      | 69         | Disney XD      |
| 11 | Na parket!                         | 7. listopadu 2010  | 10. listopadu 2013 | 29. ledna 2011     | 2. února 2014      | 78         | Disney Channel |
| 12 | Farma R.A.K.                       | 6. května 2011     | 21. března 2014    | 10. prosince 2011  | 25. května 2014    | 65         | Disney Channel |
| 13 | So Random!                         | 5. června 2011     | 25. března 2012    | Nevysíláno         | Nevysíláno         | 26         | Disney Channel |
| 14 | Nakopni to                         | 13. června 2011    | 25. března 2015    | 5. května 2012     | dosud              | 84         | Disney XD      |
| 15 | Jessie                             | 30. září 2011      | 16. října 2015     | 31. prosince 2011  | 19. června 2016    | 101        | Disney Channel |
| 16 | Austin a Ally                      | 2. prosince 2011   | 10. ledna 2016     | 11. května 2013    | 14. prosince 2016  | 87         | Disney Channel |
| 17 | Laboratorní krysy                  | 27. února 2012     | 3. února 2016      | 8. února 2014      | 23. října 2017     | 96         | Disney XD      |
| 18 | Crash a Bernstein                  | 8. října 2012      | 11. srpna 2014     | 6. září 2014       | 14. února 2016     | 39         | Disney XD      |
| 19 | Pes a jeho blog                    | 12. října 2012     | 25. září 2015      | 13. dubna 2013     | 22. května 2016    | 70         | Disney Channel |
| 20 | Liv a Maddie                       | 19. července 2013  | 24. března 2017    | 7. prosince 2013   | 9. září 2017       | 80         | Disney Channel |
| 21 | Super doktoři                      | 7. října 2013      | 9. září 2015       | 18. května 2014    | 22. května 2016    | 48         | Disney XD      |
| 22 | To já ne                           | 17. ledna 2014     | 16. října 2015     | 21. června 2014    | 18. června 2016    | 39         | Disney Channel |
| 23 | Riley ve velkém světě              | 27. června 2014    | 20. ledna 2017     | 15. listopadu 2014 | 18. června 2017    | 72         | Disney Channel |
| 24 | Tajný život K.C.                   | 18. ledna 2015     | 2. února 2018      | 18. července 2015  | 7. srpna 2018      | 75         | Disney Channel |
| 25 | Kámošky s časem                    | 26. června 2015    | 11. prosince 2016  | 19. září 2015      | 7. května 2017     | 32         | Disney Channel |
| 26 | Průvodce všehoschopného hráče      | 22. července 2015  | 2. ledna 2017      | 7. ledna 2017      | 18. ledna 2018     | 37         | Disney XD      |
| 27 | Táborníci z Kikiwaka               | 31. července 2015  | 2. srpna 2024      | 19. června 2016    | dosud              | 161        | Disney Channel |
| 28 | Laboratorní krysy: Elitní jednotka | 2. března 2016     | 22. října 2016     | 3. února 2018      | 27. května 2018    | 16         | Disney XD      |
| 29 | Bizaardvark                        | 24. června 2016    | 13. dubna 2019     | 10. září 2016      | 21. května 2019    | 63         | Disney Channel |
| 30 | U Raven doma                       | 21. července 2017  | 3. září 2023       | 17. února 2018     | 13. prosince 2023  | 123        | Disney Channel |
| 31 | Coop & Cami se ptají světa         | 12. října 2018     | 11. září 2020      | 5. října 2020      | 2. dubna 2021      | 49         | Disney Channel |
| 32 | Sydney na Max                      | 25. ledna 2019     | 26. listopadu 2021 | 24. února 2020     | 29. listopadu 2021 | 63         | Disney Channel |

## Filmy

### Celovečerní filmy
| # | Název                   | Vydáno v USA   | Vydáno v ČR     | Rozpočet    | Příjmy       | RT  | IMDb |
| - | ----------------------- | -------------- | --------------- | ----------- | ------------ | --- | ---- |
| 1 | Hannah Montana ve filmu | 10. dubna 2009 | 11. června 2009 | $35,000,000 | $155,545,279 | 44% | 3.7  |

### Televizní filmy
| # | Název                                     | Premiéra v USA   | Premiéra v ČR      |
| - | ----------------------------------------- | ---------------- | ------------------ |
| 1 | Kouzelníci z Waverly: Film                | 28. srpna 2009   | 31. října 2009     |
| 2 | Sladký život: Film                        | 25. března 2011  | 23. listopadu 2013 |
| 3 | Hodně štěstí, Charlie: Film o velké cestě | 2. prosince 2011 | 17. prosince 2011  |

## SD a HD seriály
Sonny ve velkém světě a všechny seriály natočené po roce 2009, i ty které byly produkovány před rokem 2009 a pokračovaly po roce 2009 dál jsou produkovány ve vysokém rozlišení, ale všechny ostatní řady a seriály před rokem 2009 byly produkovány ve standardním rozlišení.